# ميخائيل كارينغتون
ميخائيل كارينغتون (بالإنجليزية: Michael Carrington)‏ هو مدير أسترالي، ولد في 5 مايو 1961 في Camden, New South Wales ‏ في أستراليا.

## وصلات خارجية
- ميخائيل كارينغتون على موقع IMDb (الإنجليزية)